# Кнез
Кнез (жен. кнегиња) је назив за племићку титулу која потиче од латинског израза princeps, а по рангу се налази непосредно испод краља. Кнез може бити изнад ранга војводе, али и у неким државама његов синоним. Кнежеви управљају територијом која се назива кнежевина, а која може бити и суверена држава. Израз кнез је у славенске језике ушао као позајмица од старогерманске речи kuning која је означавала краља. У многим језицима реч принц и кнез су синоними.
Женски облик транслитерисан са бугарског и руског је knyaginya (княгиня), kneginja на словеначком и српско-хрватском (српска ћирилица: кнегиња), kniahinia (княгіня) на белоруском и kniazioŭna (князёўна) је ћерка принца, kniahynia (княгиня) на украјинском. На руском, кћер кназа је knyazhna (княжна). На руском је син кнеза knyazhich (княжич у старом облику).
Ова титула се изговара и пише слично на различитим европским језицима. У српскохрватском и неким западнословенским језицима, та реч је касније почела да означава „лорда“, а у чешком, пољском и словачком такође значи „свештеник“ (kněz, ksiądz, kňaz) као и „принц/војвода“ (knez, kníže, książę, knieža). На лужичком језику то значи једноставно „господин“ (од „Master“. Упоредите француски monsieur са mon sieur „мој господар“), а католичку титулу „монсињор“ за свештеника. Данас се израз кнез и даље користи као најчешћи превод „принца” у словеначкој, босанској, хрватској и српској књижевности. Кнез се као презиме такође јавља у бившој Југославији.

## Етимологија
Реч је ултиматно сродна енглеској речи king, немачкој König и шведској konung. Прасловенски облик био је кънѧѕь, kŭnędzĭ; црсл. , kŭnędzĭ; буг. княз, knyaz; струс. князь, knyazĭ; etc. Генерално се сматра да је то рана позајмљеница из протогерманског kuningaz, облика који су такође позајмили фински и естонски (kuningas).

## Средњи век
Значење термина се мењало током историје. У почетку се овај израз користио за означавање поглавара словенског племена. Касније, развојем феудалне државности, постаје титула владара једне државе, а код Источних Словена (рус. княжество (knyazhestvo), укр. князівство) традиционално је преведено као војводство или кнежевина, на пример, Кијевске Русије. У средњовековним латинским изворима титула је преведена као rex или dux.
У Бугарској је Борис I Бугарски променио своју титулу у кнез након преласка на хришћанство, док је његов син Симеон узео вишу титулу цара убрзо 913. године. Према Флорину Курти, примарни извори имају различита имена за бугарске владаре - као што су ‘rex’, ‘basileus’ и ‘khagan’. Међутим, секундарни извори скоро увек користе 'khan'. У Кијевској Русији, како је степен централизације растао, владар је добио титулу велики кнез (великий князь) (у преводу велики кнез или велики војвода, погледајте руске велике кнежеве). Носилац ове титуле је владао са рус. великое княжеcтво или укр. велике князiвcтво (велико војводство), док се владар његовог вазалног конституента (udel, udelnoe knyazivstvo или volost) звао уделни књаз или једноставно књаз.
Када се Кијевска Русија распарчала у 13. веку, титула књаз је наставила да се користи у источнословенским државама, укључујући Кијев, Чернихив, Новгород, Перејаслав, Владимир-Суздаљ, Московије, Твер, Краљевину Русију и у Великој кнежевини Литванија.

## Русија
Пошто је Руско царство стекло власт над већим делом бивше Кијевске Русије, велики кнез Иван IV од Русије 1547. године крунисан је за цара. Од средине 18. века па надаље, титула велики кнез је поново оживљена при чему се односи на синове и унуке руских царева. За детаље погледајте звања царске породице.
Примена звања књаз (рус. князь) се наставила као наследна титула руског племства по патрилинеарном наслеђивању која потиче од Рјурика (нпр. Белозерски, Белоселски-Белозерски, Репнин, Горчаков) или Гедимин (нпр. Галицин, Трубецкој). Чланови породица Рјурика или Гедиминида називани су принчевима када су владали малим квази-сувереним средњовековним кнежевинама. Након што је њихова властела апсорбована од стране Московске кнежевине, настанили су се на московском двору и добили су овлашћење да наставе са својим кнежевским титулама.
Од 18. века па надаље ту титулу је повремено додељивао цар, први пут Петар Велики свом сараднику Александру Меншикову, а потом Катарина Велика свом љубавнику Григорију Потемкину. После 1801. године, укључивањем Грузије у састав Руске империје, различите титуле бројних локалних племића су на руски језик контроверзно преведене као „кнежеви“. Слично томе, многи ситни татарски племићи су тврдили да имају право да себе називају „кнезовима”, јер потичу од Џингис-кана.
Коначно, у оквиру Руског царства 1809–1917, Финска се званично звала Велика Кнежевина Финска (фин. Suomen suuriruhtinaskunta, швед. Storfurstendömet Finland, рус. Великое Княжество Финляндское).
| Руски                   | Енглески аналози, приближно   | Енглески аналози, приближно | Енглески аналози након 18. века |
| ----------------------- | ----------------------------- | --------------------------- | ------------------------------- |
| kniaz (князь, [])       | king                          | duke                        | prince                          |
| kniaginia (княгиня, []) | queen                         | duchess                     | princess                        |
| kniazhich (княжич, [])  | prince (son of a king)        | son of a duke               | prince (son of a prince)        |
| kniazhna (княжна, [])   | princess (daughter of a king) | daughter of a duke          | princess (daughter of a prince) |

## Јужнословенске земље

### Бугарска
- Пре Батенберга, титулу књаз је носио Симеон I током Првог бугарског царства (9–10 век). На врхунцу своје моћи, Симеон је усвојио титулу цара, као и бугарски владари након што је земља постала званично независна 1908. године.
- Од стицања независности Бугарске 1908. године, књаз Фердинанд је постао цар Фердинанд, а речи књаз и књегиња су почеле да се користе за цареву децу – престолонаследник је, на пример, носио титулу књаз Трновски (Кнез од Трнова).

### Босна
У раносредњовјековној Босни кнез (књаз) је била титула коришћена, уз жупанску и војводску титулу, за босанске владаре. Један од првих таквих владара, забележен у историјским документима и каснијој историографији, био је Стефан, војвода босански.
Касније је ову титулу држало неколико најмоћнијих магната (у Босни властелина) тог доба, понекад заједно са уредском титулом која се давала особи кроз службу монарху, као што је Велики војвода Босне, која је била функција врховног војног команданта царства. Остале племићке титуле укључивале су грофа, војводу и принца. Ова титула је еквивалентна титули принца. Међу најутицајнијим босанским племићима са титулом кнез био је Павле Радиновић из племићке породице Радиновић-Павловић, а међу осталима је и неколико племића из породице Радојевић-Мирковић, попут Батића Мирковића. Даље породице које носе ову титулу су на пример Шантић и Хрватинић.

### Хрватска
- Кнез је била монархијска титула коју су користили средњовековни владари Војводства Панонске Хрватске и Војводства Приморске Хрватске од 7. до 10. века, који су се углавном титулирали као дукс[12][13] а ретко као принцепс[14][15] у латинским изворима.
- Кнез[16] је у касном средњем веку била наследна феудална титула коју су носиле хрватске вазалне племићке породице које су биле велики територијални магнати високог друштвеног слоја (као што су кнезови Брибирски (Брибирски грофови), кнезови Крчки и (Крчки грофови) и кнезови Зрински (Зрински грофови) и ишао је под титулом comes на латинском и Count на енглеском.

### Црна Гора
- Књаз је била владарска титула коју је користила династија Петровић-Његош у Кнежевини Црној Гори од 1852. до успостављања Краљевине Црне Горе 1905. године.

### Србија
- Кнез или књаз је уобичајен израз који се у српској историографији користио за српске владаре у раном средњем веку, који су на грчком носили назив archon.
- Кнез или књаз је била племићка титула коју су користили средњовековни владари Кнежевине Србије, Дукље и Моравске Србије.
- Кнез је била титула коју су носили локални српски поглавари под Османским царством. То је био други назив за отомански турски чин коџабашија, који су имали локални хришћански поглавари.[17]
- Обор-кнез је била титула коју су носили изабрани локални српски поглавари нахије (област групе села) у османском Смедеревском санџаку (познатом и као Београдски пашалук). Обор-кнез је био виши начелник и одговоран за људе свог округа и био је њихов портпарол (посредник) у непосредним односима са пашом, мада обично преко спахија, и био је задужен за пренос пореза наплаћиваног селима.
- Кнез или књаз је била монархијска титула коју је Милош Обреновић користио у Кнежевини Србији. Србија позната као Кнежевина Србија била је де факто независна од 1817. године, а постала је де јуре независна уставом из 1869. године. Милошеви наследници су ту титулу користили све до 1882. године када је Србија уздигнута у краљевину.